# Дългоноса катерица
Дългоносата катерица (Rhinosciurus laticaudatus) е вид гризач от семейство Катерицови (Sciuridae). Видът е почти застрашен от изчезване.

## Разпространение и местообитание
Разпространен е в Бруней, Индонезия (Калимантан), Малайзия (Западна Малайзия, Сабах и Саравак), Сингапур и Тайланд.
Обитава гористи местности и хълмове в райони с тропически климат, при средна месечна температура около 24,8 градуса.

## Описание
На дължина достигат до 21 cm, а теглото им е около 230,3 g.
Популацията на вида е намаляваща.